# 旅行青蛙
《旅行青蛙》（又译作）是一款由日本遊戲公司Hit-Point開發的一款iOS及Android智能手機遊戲，Android版发行于2017年11月24日，iOS版发行于2017年12月6日。整体而言，玩家在游戏中能做的只有一件事，即为一只青蛙准备出游用品。
《旅行青蛙》在只有日语版本的情况下，于2018年1月20日登上了中国区App Store免费游戏排行榜榜首。
2018年4月2日，阿里巴巴集团宣布和Hit-Point合作并取得授权代理发行官方《旅行青蛙·中国之旅》，并将推出中国特色的游戏内容，例如在中国版中，青蛙会以包子、豆腐等中国菜肴为食，青蛙的房间布局也更换成中式装修风格期間游戏曾和高德地圖、肯德基、南越王博物院等商家联动，2024年3月，《旅行青蛙·中国之旅》小程序曾短時間下架，至2025年2月24日，遊戲營運方阿里巴巴灵犀互娱在遊戲官網宣佈該遊戲於同年4月19日早上10時正，在VIVO游戏平台终止运营，其他服务器（华为、B站、九游、TapTap等渠道）不受影響。

## 游戏内容

《旅行青蛙》的游戏界面，左图和中图是庭院，可以收集三叶草，也有一定机率会有其他动物过来拜访。右图是青蛙的屋子，青蛙旅行回来后便会回到屋子中。

《旅行青蛙》作为一款放置类游戏，没有任何养成元素，也没有明确的游戏目标，仅有少量的收集要素。这与Hit-Point公司发行的另一部很受欢迎的游戏《猫咪收集》类似。
游戏以一只青蛙的家为游戏背景。首次进入游戏后，玩家需先为这只青蛙起名，日后亦可点击青蛙来更名。游戏内容相当简洁，玩家无法控制青蛙的行为，其所能做的，是在庭院中收集充当货币之用的三叶草，在商店中用三叶草购买青蛙的旅行用品，以及在家中为其打包行囊，如便当、护身符和道具等。三叶草从零长满需三小时，最多存在20片。庭院中偶尔也可收集到属于护身符的四叶草。待行囊备完后，青蛙便会自行出游，其出发时间、目的地与旅行时长皆不定，但与玩家为其准备的旅行用品相关。除了直接为青蛙收拾包囊，玩家亦可将旅行用品放置在屋内的桌子上，青蛙会自行装包离开。
青蛙在旅行途中会给玩家发来照片，照片中的场景大多是现实中日本的著名景点，如爱知县的名古屋城、兵库县的有马温泉、群马县的草津温泉和屋久島的绳文杉等；并会在回家时带来较为稀少的宝物（日语：いっぴん）和相对常见的特产（日语：めいぶつ）两类纪念品。
玩家可在商店进行抽奖（日语：ふくびき）以获得稀有道具，每次抽奖花费五张兑奖券。蜗牛、蜜蜂、海龟等青蛙的朋友会随机造访庭院，并赠予玩家兑奖券；在商店消费同样会获赠兑奖券。赠送特产给来访的朋友，还会获得额外的回赠。
这部游戏本身为免费，但游戏中可以通过付费来购买三叶草，从而节省等待三叶草生长的时间。
《旅行青蛙》在数据与帐号绑定这一功能上仍未完善，玩家无法在游戏中登录帐号以同步游戏数据，因此如果玩家卸载游戏后重新安装，或者是更换手机，则无法同步数据，这与《猫咪收集》类似。制作方表示将尽快完善这一功能。游戏内的时间流逝也是根据设备内部的时间的，因此可以修改时间来加快游戏进度。

## 影响与评价
《旅行青蛙》发布后两三个月内便很受欢迎，特别是很受中国大陆玩家欢迎。2018年1月底，尽管《旅行青蛙》没有官方中文版，但它还是登上苹果App Store中国大陆区免费游戏榜的第一名，超越了《恋与制作人》、《王者荣耀》和《荒野行动》等同期流行游戏。
截至2018年1月28日，《旅行青蛙》在App Store中国大陆区下载量已经超过了390万，中国大陸用户在这款游戏中的花费已逾200万美元；而日本地区App Store以及Google Play之总下载量为近40万次，日本玩家的花费约为10万美元。
很多中国大陆的玩家也把《旅行青蛙》和《恋与制作人》作比较，并认为比起在以恋爱为主题的《恋与制作人》中养男人，玩《旅行青蛙》是把青蛙当儿子养，把自己当成家长，每天都在等待出行的青蛙回家。
由于《旅行青蛙》是放置类游戏，玩家不需要经常对游戏进行操作，因此也被很多中国大陆的玩家称为“佛系”游戏，即认为此游戏符合佛教所主张的随缘精神。还有评价认为，与其称《旅行青蛙》为“放置类游戏”，倒不如叫“放置（玩家）类游戏”。
自中国大陆爆红后，《旅行青蛙》在台湾的知名度也攀升，起初由名人的分享串联引起网友关注，后续在行销业、插画圈、医学教育等领域也分享图片、发表现象感想，加上媒体报导，使更多人尝鲜下载，让小蛙魅力一路延烧至台湾。 

## 轶事
- 新浪微博账号@洋葱日报社 在2018年1月23日发消息称[19]，该游戏为日本政府相关的生育部门联动的意愿测试，会在特定条件下触发给玩家发信，鼓励生育。该消息为洋葱新闻，但后续一些转载模糊了来源，使得部分用户信以为真。在网易的采访中，Hit-Point开发团队否认了这一情况，并表示该说法很有趣[20]。

- 由于“青蛙”和“蛤蟆”高度相似，且旅行青蛙经常读红色的书，与《他改变了中国》相似，一些玩家将《旅行青蛙》与恶搞前中共中央总书记江泽民的“膜蛤文化”联系在了一起，如给自己的青蛙取各种与膜蛤文化有关的名字，像“长者”（江泽民的自称）等[9]。
- 《旅行青蛙》的設計師上村真裕子受訪時透露，遊戲還有一層意義是祈禱出门的親人早點歸來。以日本的社會風氣來說，養青蛙更像是在養丈夫，因為丈夫會經常出差，偶爾帶一些在出差旅途中买到的特產以及與景點的合照[21]。